# Metagonia bicornis
Metagonia bicornis là một loài nhện trong họ Pholcidae. Loài này được phát hiện ở Brasil.